# French Connection (film)
French Connection (La French) è un film del 2014 diretto da Cédric Jimenez.
Il film si ispira alle vicende del giudice Pierre Michel, assassinato a Marsiglia nel 1981, e di Gaëtan Zampa, boss della mala marsigliese degli anni '70.

## Trama
Il giudice Pierre Michel viene trasferito a Marsiglia per indagare su una organizzazione criminale specializzata in traffico di droga, a capo della quale c'è Gaëtan Zampa. Vi sono insospettabili ramificazioni anche all'interno della Polizia. 
Michel si muove attento ma determinato e capisce subito che le indagini sono più complicate del previsto. A causa del suo totale impegno trascura la famiglia e la moglie, sfinita, lo lascia per poi tornare dopo un breve periodo. 
Grazie a un gruppo fidato di poliziotti riesce alla fine ad arrestare un uomo di spicco dell'organizzazione, che di fatto si sfalda. Subisce però un attentato e paga con il prezzo più alto la sua lotta al crimine. Grazie però al suo meticoloso lavoro la Polizia riesce in seguito ad arrestare Zampa, capo indiscusso della "French Connection", distruggendo quasi del tutto l'organizzazione.